# Бадаєв Юрій Іванович
Бадаєв Юрій Іванович (нар. 17 травня 1946, с. Семенівщина Новгородської області РФ) — український науковець та дослідник, доктор технічних наук, професор.

## Життєпис
Народився 17. 05. 1946, с. Семенівщина, Новгородська область, РФ. Закінчив Харківський авіаційний інститут (1970).
Працював на Київському авіаційному заводі (1970—85); доцентом (1985–93) і професором (1993–99) Київського політехнічного інституту; від 1996 за сумісництвом — заступник директора НДІ автоматизації проектування динамічних процесів та систем «АПРОДОС» при цьому інституті (1985–99); від 1999 — завідувач кафедри інформаційних технологій Київської академії водного транспорту.

## Діяльність
Розробляє системи автоматизованого проектування й технології підготовки виробництва в аерокосмічній промисловості, геометричного і математичного моделювання об'єктів та процесів. Під його керівництвом створено комп'ютерну систему інженерно-геометричного моделювання авіаційних агрегатів нестандартного типу, яку застосовано під час розроблення літаків серії «АН». Досліджує методи геометричних перетворень, зокрема новий метод політканинних перетворень та їх застосування в автоматизованих системах проектування і технології підготовки виробництва.

## Праці
- Система инженерно-геометрических расчетов в технологической подготовке производства плазово-шаблонной оснастки. Москва, 1987 (співавт.);
- Определение, классификация и расчет плоских кривых третьего порядка на основе трехтканевых преобразований. К., 1988;
- Инвариантное моделирование и расчет аэродинамических поверхностей агрегатов летательных аппаратов. Москва, 1990 (співавт.);
- Розробка САПР на базі AutoCAD-технології: Навч. посіб. К., 1993 (співавт.);
- Узагальнений метод моделювання гладких поверхонь // Моніторинг та прогнозування генетичного ризику в Україні. К., 2000. Вип. 3 (співавт.);
- Евольвентний сплайн із другим порядком гладкості // Прикладна геометрія та інж. графіка. 2001. Вип. 69 (співавт.).
- Badayev Yu .I. Geometric modeling of curvilinear contours of complex objects: Навч. посіб. / Ю. І. Бадаев, - К.: Інтерсервіс, 2019. — 240 с.

Публікації
- Бадаев Ю. И., Ганношина И. Н., Лагодина Л. П., Сегмент рациональной кривой безье 5-ой степени с заданными кривизнами на концах сегмента // Наукові записки. — К. : ТНУ імені В. І. Вернадського, 2018. — Том 29 (68) № 2. — С. 1-4.
- Бадаєв Ю. І., Колот О. Л., Геометричне моделювання складних об'єктів на основі політочкових тривимірних перетворень трикутників // Сучасні проблеми моделювання. -Зб. наукових праць.-Вип.13,Мелітополь, 2018.
- Бадаєв Ю. І., Сидоренко Ю. В., Геометричне моделювання складних об'єктів на основі політочкових відображень відрізків прямих // Сучасні проблеми моделювання: -Зб. наук. праць.- Мелітополь: Вид-во МДПУ ім. Б. Хмельницького, 2019. -Вип.16.-С.17-24.
- Бадаєв Ю. І., Лагодіна Л. П., Рудоман Н. В. Розроблення алгоритму функціонування графічного інтерфейсу дослідника у геометричному моделюванні. -Зб. наук. праць. Полтава 2020, С 115—117.
- Badayev Yu., Lagodina L.P., Approximation by rational surfaces of Bezier and NURBS-surfases. // Сучасні проблеми моделювання. Зб. наук. праць, -Вип. 18, Мелітополь, 2020, С 11-18.
- Бадаєв Ю. І., Лагодіна Л. П., Моделювання і комп'ютерна реалізація порцій поверхонь на основі кривих 5-го степеня., Зб. наук. праць, — Вип. 20, Мелітополь, 2020, С 28-32.